# Amanti di Gesù e Maria al Monte Calvario
Amanti di Gesù e Maria al Monte Calvario, även benämnd Oratorio della Via Crucis nel Foro Romano, var en kyrkobyggnad i Rom, helgad åt Jesus och Jungfru Maria. Kyrkan var belägen till höger om Romulustemplet vid Via Sacra på Forum Romanum i Rione Campitelli (ursprungligen Rione Monti).

## Beskrivning
Kyrkan uppfördes av Arciconfraternita degli Amanti di Gesù e Maria under påve Benedikt XIV:s pontifikat år 1756. Samtidigt uppfördes fjorton korsvägsstationer i Colosseum.
Korsvägsstationerna avlägsnades år 1874. Tre år senare, år 1877, revs kyrkan Amanti di Gesù e Maria al Monte Calvario i samband med friläggandet av Romulustemplet. Arciconfraternita degli Amanti di Gesù e Maria flyttade då till San Lorenzo in Miranda och år 1937 till San Gregorio dei Muratori.